# Patty Gurdy
Patricia Büchler (Ratingen, 1997), beter bekend onder haar artiestennaam Patty Gurdy, is een Duitse zangeres, multi-instrumentalist en vlogster. Ze is vooral bekend geworden door haar draailiermuziek. Ze omschrijft het genre wat ze bespeelt zelf als dark folkpop. Daarnaast plaatst ze regelmatig vlogs op YouTube en Patreon.

## Naamsverklaring
Patty is in het Engels doorgaans een roepnaam van Patricia. Gurdy verwijst naar de draailier die in het Engels hurdy-gurdy heet.

## Leven en werk

### Jeugd en eerste muziek

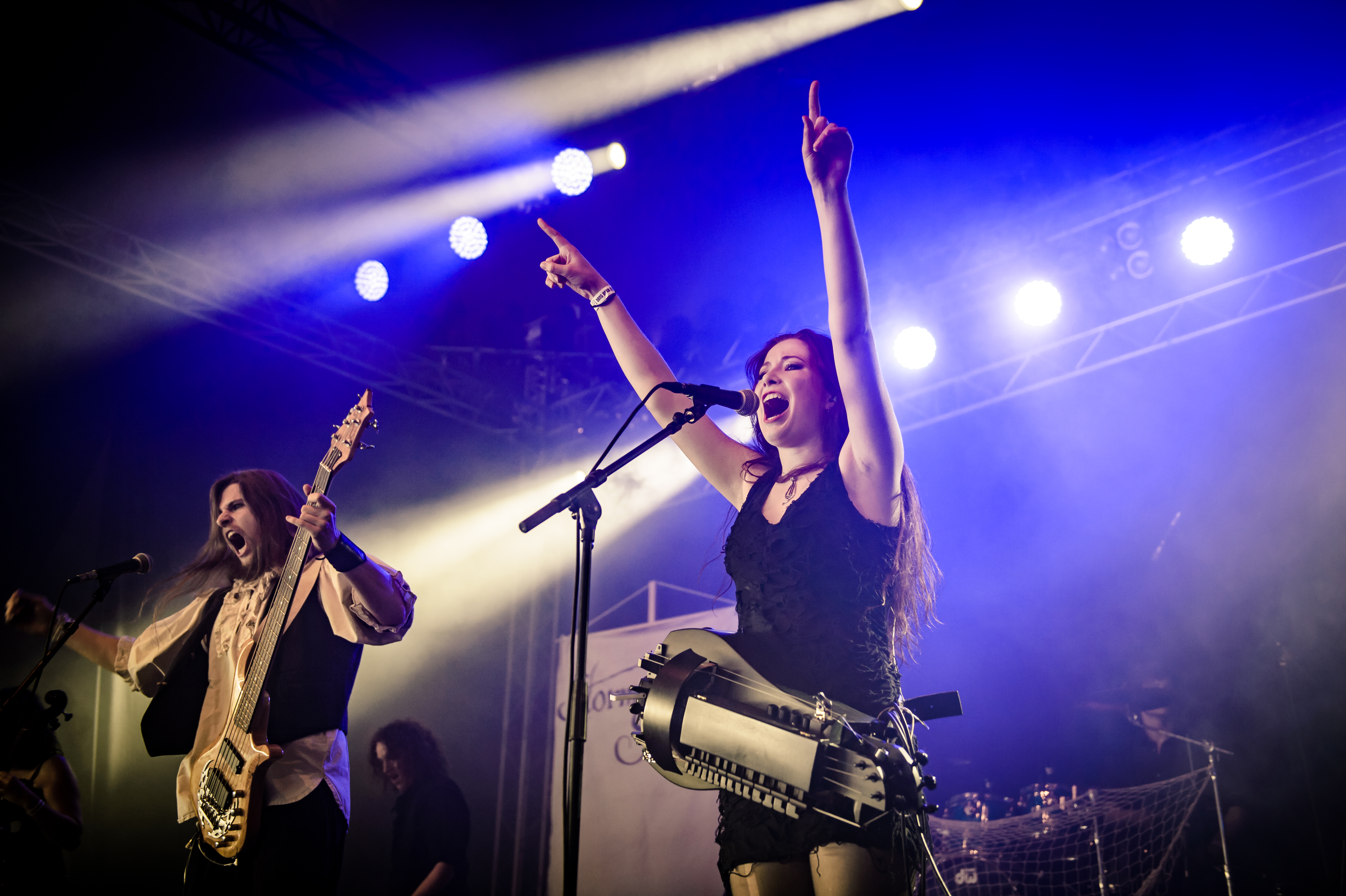
Gurdy met Storm Seeker op Dong Open Air (2017)

Gurdy is geboren in 1997 en woonde tot en met 2019 in Düsseldorf. In 2019 behaalde ze haar bachelordiploma in communicatiewetenschappen aan de Heinrich Heine-Universiteit aldaar.
Als kind speelde ze piano en enkele andere instrumenten. In 2014 begon ze met het bespelen van de draailier. In 2016 was ze lid van de Duitse band Harpyie, onder de artiestennaam Io, waar ze de draailier bespeelde. Ook was ze van 2016 tot 2018 lid van de Duitse folkmetalband Storm Seeker. Ze speelde er draailier en blokfluit, schreef en componeerde enkele nummers en verzorgde aanvullende zang op enkele nummers.

### Solocarrière

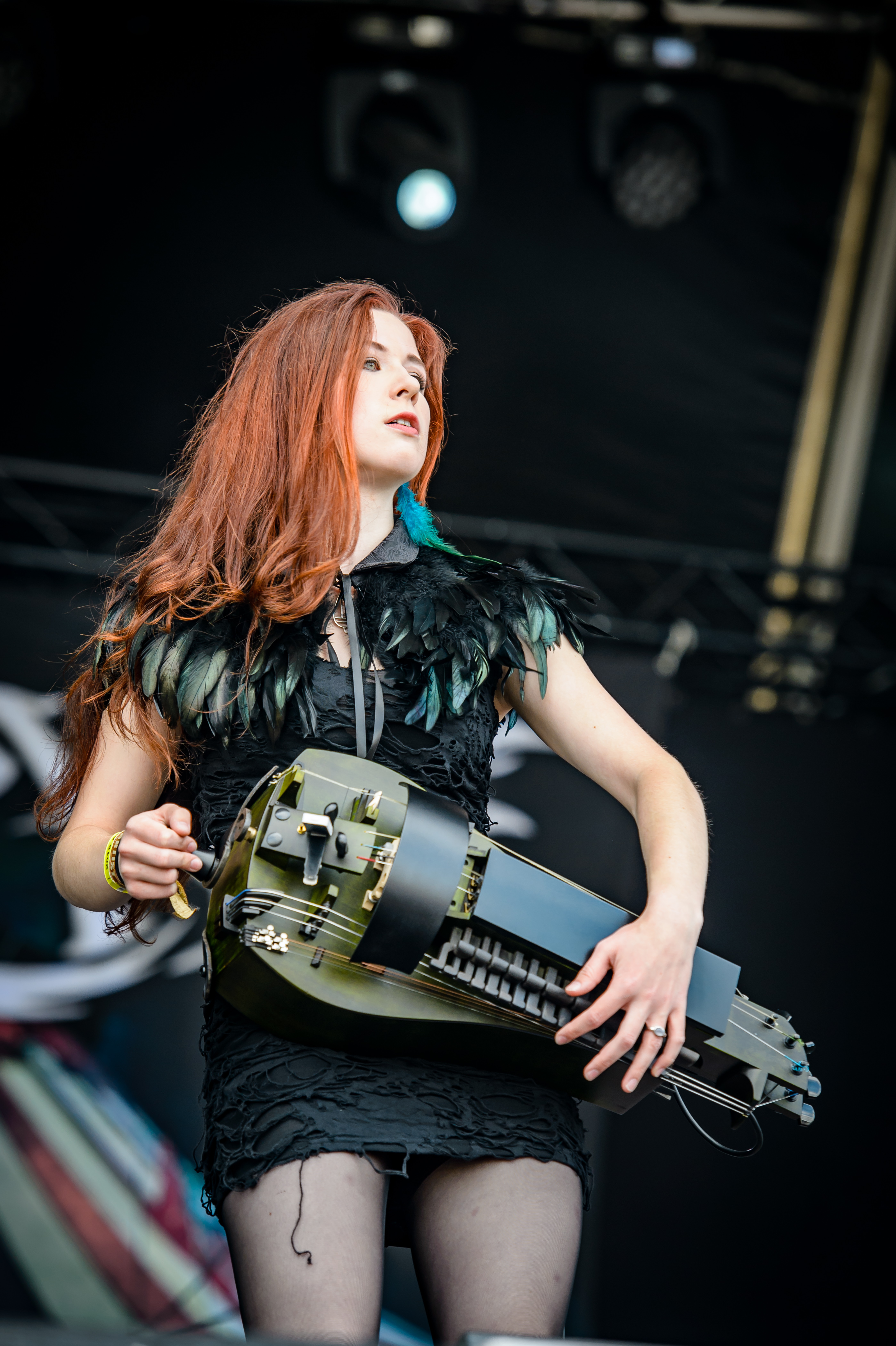
Gurdy tijdens een live-optreden (2016)

Op 2 maart 2018 bracht Gurdy haar eerste ep genaamd Shapes & Patterns uit. De ep bevatte 3 zelfgeschreven nummers en 3 covers. De eerste single was een cover van Over The Hills and Far Away van Gary Moore. De bij de single behorende videoclip ging al vrij snel viral en is in de vijf jaar erna meer dan 14 miljoen keer bekeken.
In 2019 tekende ze een contract bij het Berlijnse label RecordJet. Op 30 augustus 2019 bracht ze de single Run uit, op 13 september 2019 gevolgd door Oil. Op 27 september 2019 verscheen haar eerste album genaamd Pest & Power, met daarop veelal zelfgeschreven nummers. Een paar nummers zijn in samenwerking met andere artiesten/bands gemaakt, zoals het nummer Luring met Faun. Ook schreef ze in 2019 de soundtrack voor de Amazon Prime Video-serie Carnival Row. Op 22 november 2019 bracht Gurdy de single Grieve No More (Extended Version) uit, een van de nummers uit de serie.

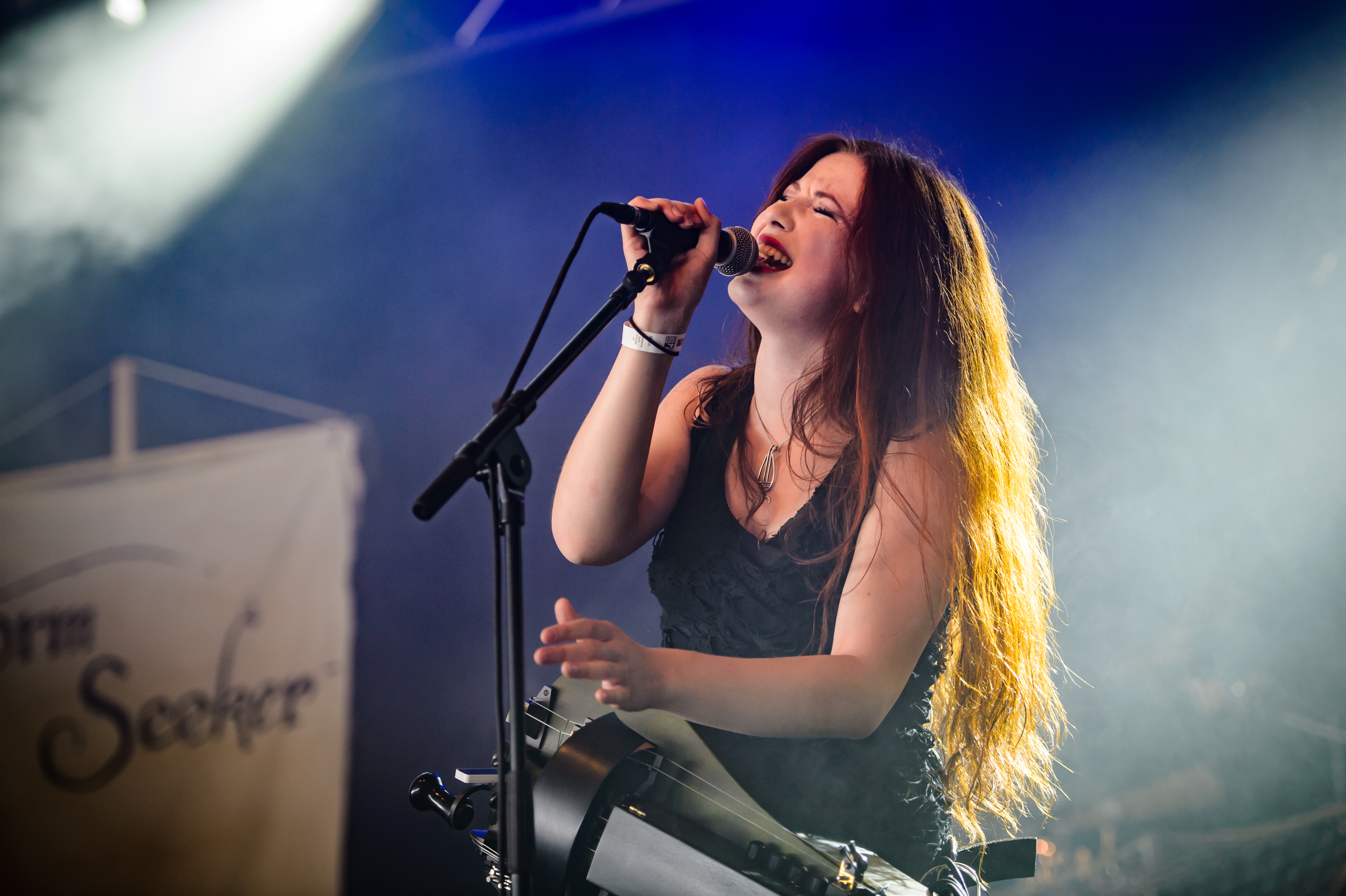
Gurdy tijdens een live-optreden met Storm Seeker (2017)

In 2019 trad ze onder meer op op Smaabyfestivalen in de Noorse plaats Flekkefjord en het Tredegar House-folkfestival in Newport, Wales.
Op 20 november 2020 volgde haar tweede ep genaamd Frost & Faeries. De ep bevatte onder meer een kerstnummer genaamd The Yule Fiddler (Christmas Time is Coming 'Round Today), voortgekomen uit een samenwerking tussen Gurdy en de band Fiddler's Green. Op 30 oktober 2021 bracht Gurdy de single Bad Habits uit, een cover van het gelijknamige nummer van Ed Sheeran. Op de cover speelt ze niet alleen de draailier, maar ook de sleutelharp.
Op 23 mei 2022 verscheen de single Concrete Cages van de Israëlische metalband Scardust, waarop Gurdy te horen is op de draailier en zang. Op 16 juni 2022 bracht Gurdy de single Universe Night & Day uit, een nummer wat ze zelf omschreef als sci-fi-folk. Er verscheen tevens een instrumentale versie van het nummer.
Op 17 juni 2022 deelde Gurdy een video waarin ze vertelde dat ze een deel van de soundtrack van een nieuwe game genaamd Ikonei Island: An Earthlock Adventure (onderdeel van de bekende Earthlock-serie) had geschreven. Op 8 juli 2022 bracht ze haar deel van de soundtrack uit als single onder de naam Piratehog Chant.
In oktober 2022 werd bekendgemaakt dat Gurdy als gastmuzikant mocht optreden tijdens de Felsenfesttour van de Duitse folkrockband dArtagnan. Op 23 november 2022 bracht Gurdy een nieuwe single genaamd Melodies Of Hope uit. Ze meldde zich met het nummer namens Duitsland aan voor het Eurovisiesongfestival 2023. Op 27 januari 2023 werd bekendgemaakt dat Gurdy de voorselectie in eigen land had gehaald. Ze won de voorselectie echter niet.
Op 30 juni 2023 maakte Gurdy bekend dat al haar concerten voor onbepaalde tijd waren afgezegd, omdat de leden van haar liveband om wisselende redenen geen tijd meer hadden om haar te begeleiden.
Op 30 juli 2023 kondigde Gurdy een nieuw album aan. Op 30 augustus 2023 plaatste Gurdy een achter-de-schermenvideo waar ze oefende op een nummer voor haar nieuwe album, dat in november 2024 verscheen onder de naam Tavern. Hierop zong ze voor het eerst een nummer in het IJslands. Ook waren op het album samenwerkingen met Christopher Bowes, Marco Hietala, Heidevolk en Tanzwut te horen.
Als gastmuzikante was Gurdy in 2024 onder meer te horen op het album Voyage of the Dead Marauder van de band Alestorm. Ook speelde ze een hoofdrol (doch zonder zang of draailier) in de videoclip Don't Get Bitten By The Wrong Ones van de band Dominum.

### Patty Gurdy's Circle
In 2019 richtte Gurdy een liveband genaamd Patty Gurdy's Circle op, met leden uit de rockband Subway to Sally. Op 23 april 2020 brachten ze samen de single Kalte Winde uit, Gurdy's eerste nummer in haar moedertaal Duits. De band kon door de coronapandemie echter niet optreden, waardoor ze uiteindelijk besloot te stoppen.

### Samenwerkingen

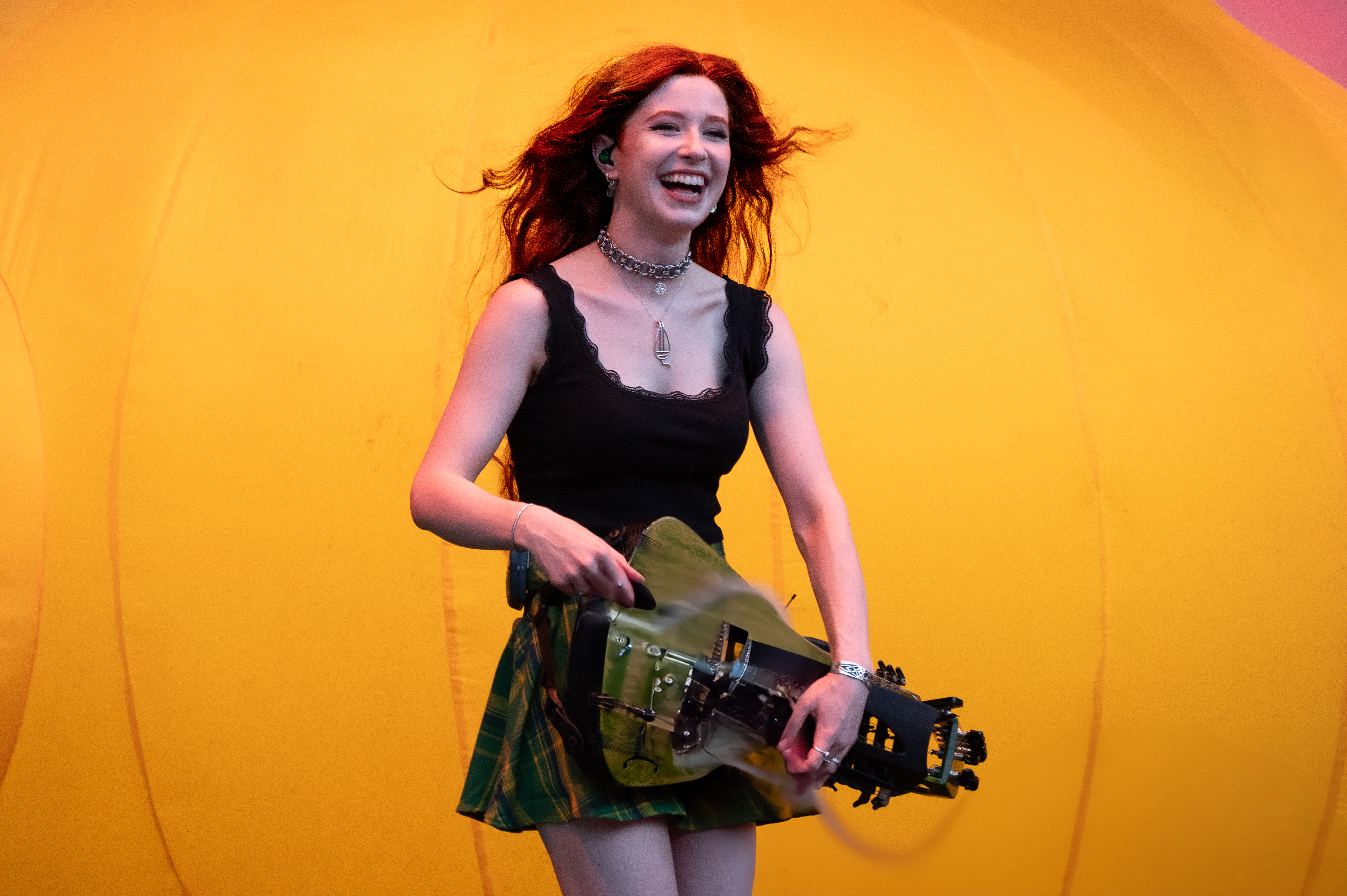
Patty Gurdy tijdens een optreden met Alestorm (2024)

Gurdy heeft onder meer samengewerkt en/of nummers uitgebracht met de bands ASP, Alestorm, Faun en Ayreon. Ook mocht ze in 2019 optreden met Patti Smith en haar band. Nadien nam ze een cover van het nummer Moonlight Shadow op met Patti Smiths zoon Jackson Smith voor haar album Pest & Power.
Verder heeft Gurdy veelvuldig samengewerkt met de Israëlische metalband Scardust. Naast het nummer Concrete Cages (zie geschiedenis), ging ze in juli 2019 op toer met de band in het Verenigd Koninkrijk. Op 22 maart 2022 trad Gurdy samen met Scardust op in Israël. Het concert werd gelivestreamd via de website Play2Fund. Oorspronkelijk zou dit concert plaatsvinden in maart 2020, maar door de maatregelen omtrent de coronapandemie mocht ze niet naar Israël afreizen. Scardust trad op zonder Gurdy, maar ze was wel te zien op een livestream op de achtergrond van het podium.
Ook heeft Gurdy een single uitgebracht met de Duitse folkband dArtagnan genaamd Farewell. Ze mocht het nummer met de band ten gehore brengen tijdens een paar van dArtagnans live-optredens, een daarvan in de bekende Duitse tv-show ZDF-Fernsehgarten. Ook nam dArtganan de single Meine Liebste, Jolie opnieuw op met Gurdy op de zang en draailier.
Op MPS Köln 2021 mocht Gurdy Melissa Bonny vervangen tijdens een live-optreden van de Duitse folkrockband Feuerschwanz.

### Overige activiteiten
Naast muziek maakt Gurdy ook vlogs. Verder besteedt ze op sociale media en in video's jaarlijks uitgebreid aandacht aan de Men's Mental Health Awareness Month.

## Discografie

### Solomuziek

#### Albums en ep's
| Jaar | Titel             | Album/ep |
| ---- | ----------------- | -------- |
| 2018 | Shapes & Patterns | ep       |
| 2019 | Pest & Power      | album    |
| 2020 | Frost & Faeries   | ep       |
| 2024 | Tavern            | album    |

#### Singles
| Jaar | Titel                                                    | Album/ep                | Opmerkingen                                                          |
| ---- | -------------------------------------------------------- | ----------------------- | -------------------------------------------------------------------- |
| 2016 | Gurdy's Green                                            | Shapes & Patterns       |                                                                      |
| 2017 | The Longing                                              | Shapes & Patterns       | cover van Storm Seeker                                               |
| 2017 | Sweet Dreams (Are Made of This)                          | Shapes & Patterns       | cover van Eurythmics                                                 |
| 2017 | Game of Thrones                                          | Shapes & Patterns       | titelnummer van Game of Thrones                                      |
| 2017 | The Longing (Karaoke/Instrumental)                       | Shapes & Patterns       | instrumentale versie van het gelijknamige Storm Seeker-nummer        |
| 2018 | Over the Hills and Far Away                              | Shapes & Patterns       | cover van Gary Moore                                                 |
| 2019 | Run                                                      | Pest & Power            |                                                                      |
| 2019 | Oil                                                      | Pest & Power            |                                                                      |
| 2019 | Luring                                                   | Pest & Power            | met Faun                                                             |
| 2019 | Grieve No More (Extended Version)                        | Carnival Row-soundtrack | geschreven voor de serie Carnival Row                                |
| 2020 | One by One                                               | Pest & Power            | met Hellscore                                                        |
| 2020 | Leaves and Lemons                                        | Pest & Power            |                                                                      |
| 2020 | The Yule Fiddler (Christmas Time Is Coming 'Round Today) | Frost & Faeries         | met Fiddler's Green                                                  |
| 2020 | Molly Malone                                             | Frost & Faeries         | traditioneel Iers nummer                                             |
| 2021 | Horizon Turns Red                                        | Frost & Faeries         |                                                                      |
| 2021 | Flower Duet Theme                                        | Frost & Faeries         | uit de opera Lakmé                                                   |
| 2021 | Bad Habits                                               | cover van Ed Sheeran    |                                                                      |
| 2021 | The Parting Glass                                        | -                       | traditioneel Schots nummer                                           |
| 2021 | Lora Lie Lo                                              | Frost & Faeries         | geschreven voor Carnival Row                                         |
| 2022 | The Night Our Ship Will Drown                            | Pest & Power            |                                                                      |
| 2022 | No One Knows Who I Am                                    | -                       | uit Jekyll & Hyde                                                    |
| 2022 | Universe Night & Day                                     | -                       |                                                                      |
| 2022 | Piratehog Chant                                          | -                       | geschreven voor de Earthlock-soundtrack                              |
| 2022 | Running Up that Hill                                     | -                       | cover van Kate Bush                                                  |
| 2022 | Melodies Of Hope                                         | -                       | kandidaat in de Duitse voorrondes van het Eurovisiesongfestival 2023 |
| 2023 | When the Trolls come out                                 | -                       | met TheSnakeCharmer                                                  |
| 2023 | Last Ride Of The Day                                     | -                       | cover van Nightwish                                                  |
| 2024 | Brighter Days Come                                       | Tavern                  |                                                                      |
| 2024 | Find Me Some Pretty Girls                                | Tavern                  | met Adaya en Pernilla Kannapinn                                      |
| 2024 | I Am With You                                            | Tavern                  | met Marco Hietala                                                    |
| 2024 | Peg Leg Silly-Billy                                      | Tavern                  | met Christopher Bowes                                                |
| 2025 | Álfarann                                                 | Tavern                  | met Magga Einarsdóttir                                               |
| 2025 | Rise Up                                                  | Tavern                  |                                                                      |
| 2025 | I Am Free                                                | Tavern                  | met Pernilla Kannapinn                                               |
| 2025 | The Dragon From Lowerhill                                | Tavern                  | met Teufel van Tanzwut                                               |
| 2025 | Ein Stücklein Erd                                        | Tavern                  |                                                                      |

### Met Patty Gurdy's Circle

#### Singles
| Jaar | Titel       |
| ---- | ----------- |
| 2020 | Kalte Winde |

#### Als gastmuzikante
| Jaar | Titel                                              | Album/ep                                            | Opmerkingen |
| ---- | -------------------------------------------------- | --------------------------------------------------- | --- |
| 2019 | -                                                  | ASPs album Zaubererbruder Live & Extended (2019)    | |
| 2020 | Zombies Ate My Pirate Ship en Big Ship Little Ship | Alestorms album Curse of the Crystal Coconut (2020) | |
| 2020 | -                                                  | Ayreons album Transitus                             | |
| 2020 | Kaufmann und Maid                                  | Saltatio Mortis' album Kaufmann und Maid            | + Sasha, Feuerschwanz, Subway to Sally, Tanzwut, Schandmaul en dArtagnan Dit nummer is een parodie, gemaakt voor de Duitse tv-show Late Night Berlin |
| 2020 | Drunken Sailor                                     | Fiddler's Greens album 3 Cheers For 30 Years        | |
| 2021 | Farewell                                           | dArtagnans album Feuer & Flamme                     | duet |
| 2021 | Meine Liebste, Jolie                               | -                                                   | duet met dArtagnan |
| 2022 | Für Immer und Ewig                                 | Silverlanes album Inside Internal Infinity          | |
| 2022 | Concrete Cages                                     | Scardusts album Strangers                           | + Hellscore |
| 2024 | Voyage Of The Dead Maurauder                       | Alestorms album Voyage of the Dead Marauder         | |

###### Andere gastrollen
| Jaar | Titel van video(clip)              | Met artiest | Rol                        |
| ---- | ---------------------------------- | ----------- | -------------------------- |
| 2024 | Don't Get Bitten By The Wrong Ones | Dominum     | Date van zanger (hoofdrol) |